# インドネシア共和国 (1949年-1950年)
インドネシア共和国（インドネシアきょうわこく、インドネシア語: Republik Indonesia）は、1949年12月27日に設立されたインドネシア連邦共和国の構成国(negara bagian)の一つである。
1946年のリンガジャティ協定により設立された事実上のインドネシア共和国を継承するものである。ジャワ島の一部とスマトラ島の大部分を領土とし、首都はジョグジャカルタに置かれた。
スカルノは連邦共和国の大統領となったため、アッサートがインドネシア共和国の大統領代行を務めた。首相は、1950年1月16日までソサント・ティルトプロジョ、その後はアブドゥル・ハリムが務めた。
1950年8月17日までに、連邦共和国の全ての構成国がインドネシア共和国に合流して、西パプアを除く旧オランダ領東インドの全領土が単一の国家となり、連邦共和国は消滅した。このインドネシア共和国は、組織としては1950年以降現在まで続くインドネシア共和国と同じものであり、首相はアブドゥル・ハリムが引き続き務め、法的な首都もジョグジャカルタのままだった。しかし、連邦共和国大統領だったスカルノが新生共和国の大統領となり、連邦共和国の首都ジャカルタが事実上の首都となった。